# Atomic City
Atomic City ist eine Stadt in Bingham County im US-Bundesstaat Idaho.
In der Siedlung wohnen schätzungsweise etwa 50 Menschen; im United States Census 2010 wurden 29 Einwohner gezählt.

## Geographie
Atomic City liegt in der Ebene der Snake River Plain und ist jeweils nur etwa zwölf Kilometer Luftlinie von den seit langem erloschenen, aber dennoch bis heute die Gegend dominierenden Vulkanbergen Big Southern Butte und East Butte entfernt. Nächstgelegene Stadt ist das rund 80 Kilometer Fahrtstrecke östlich befindliche Idaho Falls.

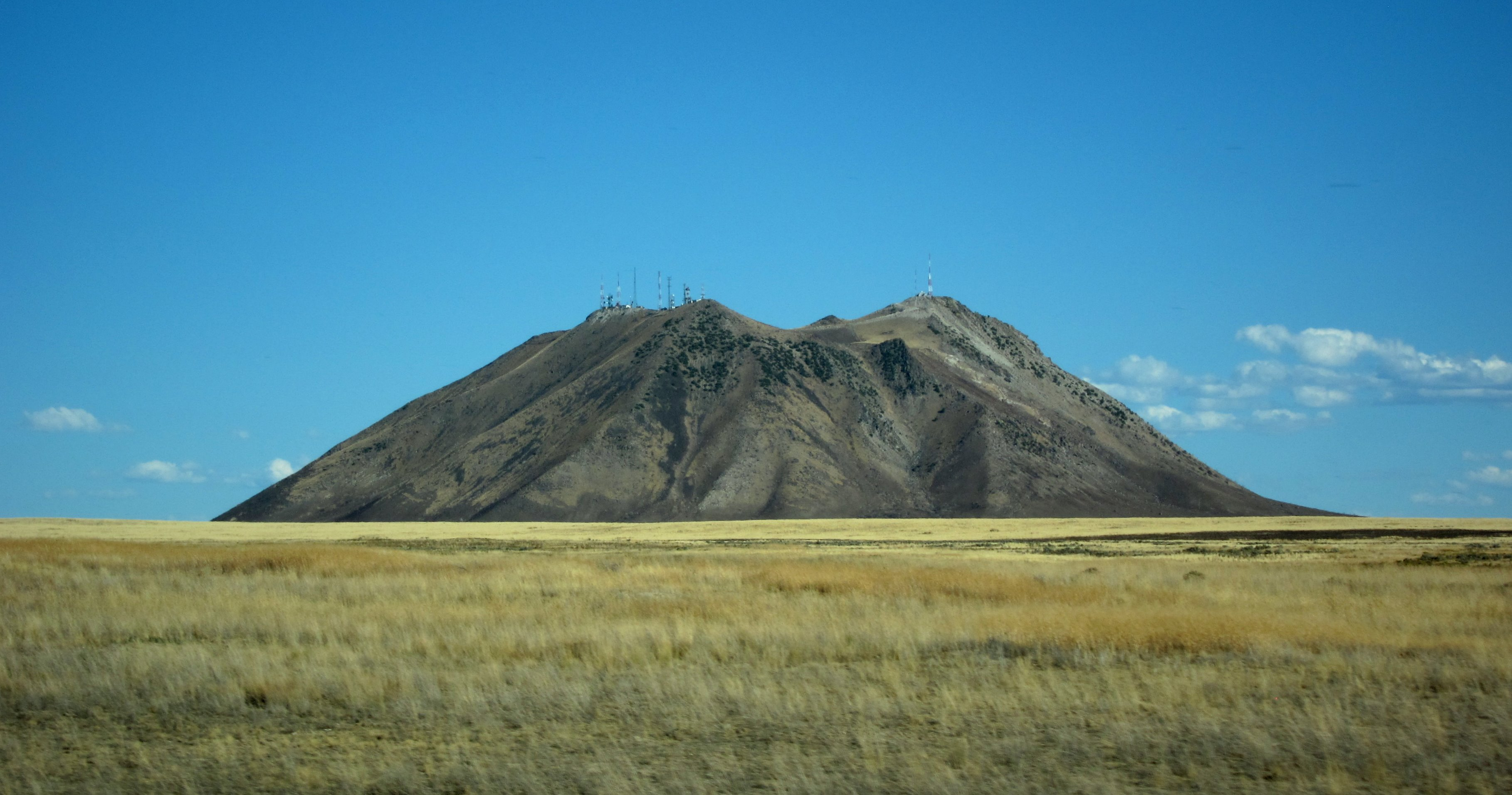
East Butte
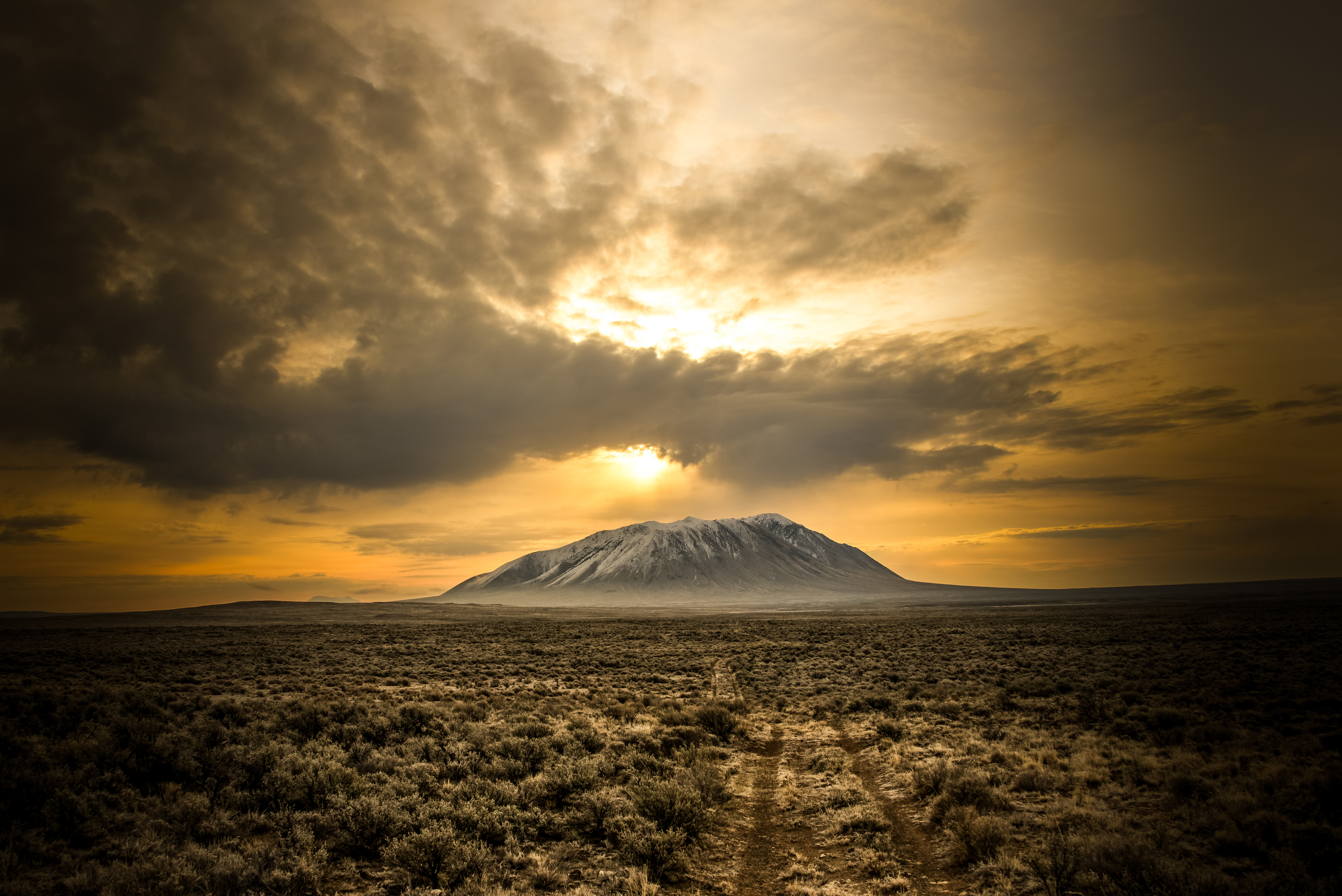
Big Southern Butte
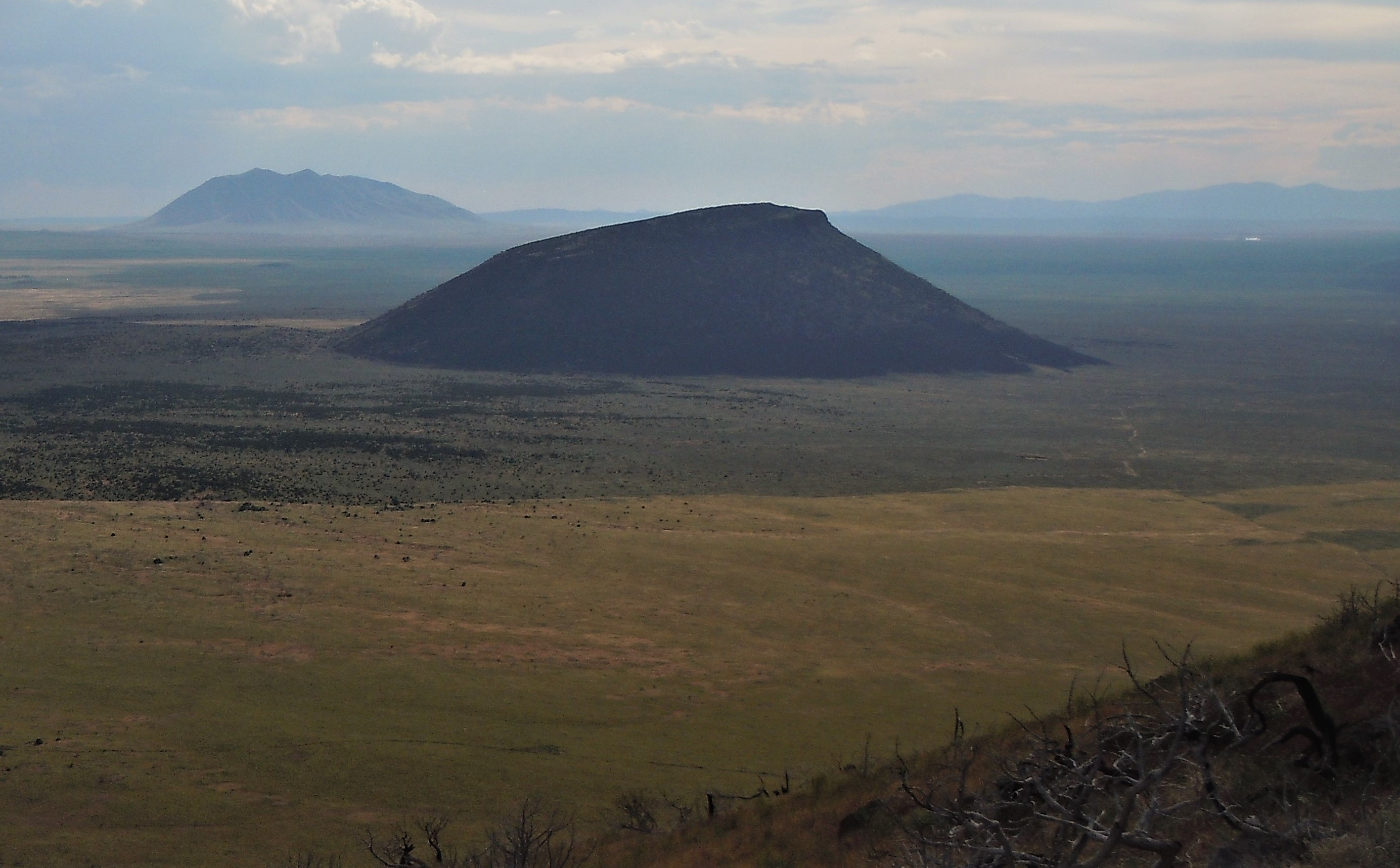
Middle Butte und Big Southern Butte

## Geschichte
Früher hieß die Siedlung Midway, was wohl darauf zurückzuführen war, dass sie auf halber Strecke zwischen den Orten Blackfoot und Arco liegt. Der Ort hatte deutlich mehr Einwohner, als die benachbarte Einrichtung des United States Department of Energy (DOE) noch größer war. Zurzeit gibt es im Ort einen Laden und eine Bar. Die meisten der hier aufgewachsenen Menschen sind inzwischen fortgezogen und von den Verbliebenen sind die meisten im Ruhestand. Es gibt am Südrand der Stadt einen Standplatz für Wohnmobile und im Sommer werden Stock-Car-Rennen veranstaltet.

## Demographie
Zur Volkszählung im Jahre 2010 lebten im Ort 29 Menschen in 17 Haushalten. Die Bevölkerungsdichte lag zu diesem Zeitpunkt bei durchschnittlich 102 Einwohnern pro km². Es wurden 48 Wohneinheiten erfasst. 

## Ökonomie
In der Nähe des Orts wurde der Experimental Breeder Reactor I betrieben.